# Simonetta Agnello Hornby
Simonetta Gloria Agnello, coniugata Hornby (Palermo, 27 novembre 1945), è un'avvocata e scrittrice italiana naturalizzata britannica.

## Biografia
Figlia dei nobili Francesco (Cicì) Agnello Gangitano, barone di Signefari, ed Elena Giudice Caramazza, è cresciuta in Sicilia e ha studiato Giurisprudenza all'Università degli Studi di Palermo, e nel 1965 ha ottenuto una borsa di studio Fulbright presso la University of Kansas. Nel 1967 ha conseguito la laurea a Palermo e si è poi specializzata avvocata minorile e giudice in Inghilterra, dove si era trasferita dopo aver sposato un cittadino inglese. Vive a Londra dal 1972 ed è presidente del Tribunale Special Educational Needs and Disability.
Ha fondato nel 1979 uno studio legale nel quartiere londinese di Brixton, che si occupa prevalentemente delle comunità immigrate musulmane e nere e che è stato il primo studio in Inghilterra a dedicare un dipartimento ai casi di violenza all'interno della famiglia. Ha insegnato Diritto dei minori all'Università di Leicester.
Ha due figli maschi, George e Nicola, e 4 nipoti.
Ha conseguito la cittadinanza britannica.
Il romanzo d'esordio La Mennulara, bestseller tradotto in 19 lingue, ha ricevuto il 7 giugno 2003 il "Premio Letterario Forte Village". Nello stesso anno ha vinto il Premio Stresa di Narrativa e il Premio Alassio Centolibri - Un Autore per l'Europa ed è stata finalista del Premio del Giovedì "Marisa Rusconi". Nel 2019 è uscita un'edizione rivista del romanzo, comprendente alcuni capitoli che l'autrice ha indicato come "perduti" in occasione della prima versione.
Nel 2014 ha condotto il programma televisivo Il pranzo di Mosé sul canale Real Time.
Nel 2015 è protagonista con il figlio George del docu-reality Io & George, in onda su Rai 3. Il format rappresenta un viaggio da Londra alla Sicilia per sensibilizzare sulle problematiche delle persone disabili.
L'11 settembre 2016, nel pomeriggio di Canale 5, prende parte alla puntata speciale di Forum dal titolo I nuovi diritti in qualità di giudice arbitro nel dirimere una causa.
Nel mese di dicembre 2023 va in onda su Rai3, il programma “Viaggio in Sicilia” in cui è protagonista col figlio George e col fumettista ed illustratore Massimo Fenati. Il programma è  un racconto on the road in quattro puntate che mostra la Sicilia attraverso il viaggio ed i ricordi della scrittrice.

## Opere
- La Mennulara, Collana I Narratori, Milano, Feltrinelli, 2002, ISBN 88-07-01619-2[4]; Nuova edizione riveduta e ampliata, Collana I Narratori, Milano, Feltrinelli, 2019, ISBN 978-88-070-3302-5.[5]
- La zia marchesa, Collana I Narratori, Milano, Feltrinelli, 2004. ISBN 88-07-01659-1.[6]
- Boccamurata, Collana I Narratori, Milano, Feltrinelli, 2007. ISBN 978-88-07-01712-4.[7]
- Vento scomposto, Collana I Narratori, Milano, Feltrinelli, 2009. ISBN 978-88-07-01772-8.[8]
- Camera oscura, Collana Art Stories, Milano, Skira, 2010. ISBN 978-88-572-0612-7.
- La monaca, Collana I Narratori, Milano, Feltrinelli, 2010. ISBN 978-88-07-01823-7[9].
- Un filo d'olio, Collana La memoria, Palermo, Sellerio, 2011. ISBN 88-389-2549-6.[10]
- La cucina del buon gusto, Simonetta Agnello Hornby e Maria Rosario Lazzati,  Collana Varia, Milano, Feltrinelli, 2012. ISBN 978-88-07-49120-7.[11]
- La pecora di Pasqua, Simonetta Agnello Hornby e Chiara Agnello, Bra, Slow Food, 2012. ISBN 978-88-8499-290-1.
- Il veleno dell'oleandro, Collana I Narratori, Milano, Feltrinelli, 2013. ISBN 978-88-07-01941-8.
- Il male che si deve raccontare per cancellare la violenza domestica, Simonetta Agnello Hornby e Marina Calloni, Milano, Feltrinelli, 2013. ISBN 978-88-07-49150-4[12].[13]
- Via XX Settembre, Collana I Narratori, Milano, Feltrinelli, 2013. ISBN 978-88-07-03062-8.[14]
- La mia Londra, Collana Scrittori, Firenze, Giunti, 2014. ISBN 978-88-09-78683-7.[15]
- Il pranzo di Mosè, Collana Scrittori, Firenze, Giunti, 2014. ISBN 978-88-09-80254-4.[16]
- Caffè amaro, Collana I Narratori, Milano, Feltrinelli, 2016. ISBN 978-88-07-03183-0.[17]
- Nessuno può volare, Collana I Narratori, Milano, Feltrinelli, 2017. ISBN 978-88-07-03253-0.[18]
- Rosie e gli scoiattoli di St. James, Simonetta Agnello Hornby e George Hornby, Illustrazioni di Mariolina Camilleri, Collana Biblioteca Junior, Firenze, Giunti, 2018, ISBN 978-88-098-6717-8.
- Marzo, racconto in AA.VV., Un anno in giallo, Palermo, Sellerio, 2017, ISBN 978-88-38-93712-5.[19]
- La mennulara: Graphic novel, Simonetta Agnello Hornby e Massimo Fenati, Milano, Feltrinelli, 2018, ISBN 978-88-07-55012-6.
- Siamo Palermo, Simonetta Agnello Hornby e Mimmo Cuticchio, Collana Strade blu, Milano, Mondadori, 2019, ISBN 978-88-047-1325-8.[20]
- Piano nobile, Collana I Narratori, Milano, Feltrinelli, 2020, ISBN 978-88-0703413-8[21]
- Punto pieno, Collana I Narratori, Milano, Feltrinelli, 2021. ISBN  978-8807034626[22]
- La cuntintizza, Simonetta Agnello Hornby e Costanza Gravina, Mondadori, 2022. ISBN 9788804746607[23]
- Era un bravo ragazzo, Collana Scrittori italiani e stranieri, Mondadori, 2023.